# Generalförpaktare
Generalförpaktare (Fermiers généraux, fr. sing. fermier general), kallades i Frankrike före revolutionen de, som arrenderade skatteuppbörden av de statens inkomster, som inte direkt uppbars av staten själv. 
De bildade ett privilegierat skrå på 40, senare 60 medlemmar, som hastigt förvärvade stora rikedomar. På egen risk åtog de sig uppbörden av dessa statsinkomster samt erlade därför en på förhand fixerad summa. Deras tillsättning berodde på finansministern, som oftast av den utnämnde fick personligen motta en ansenlig penningsumma. Institutionen gick tillbaka på Filip den skönes regering (1285-1314), gav anledning till många missbruk och upphävdes av konstituerande nationalförsamlingen 1790.